# Aeropuerto de Calzada Larga
El aeropuerto de Calzada Larga (OACI: MPCL, identificador de ubicación: MP23) es un aeropuerto público panameño en uso para la aviación general. El aeropuerto sirve al área de la Ciudad de Panamá y está ubicado en la ciudad de Caimitillo en la provincia de Panamá.

## Información técnica
El aeropuerto tiene una pista de aterrizaje de asfalto que mide 1.191 metros en longitud.
El VOR-DME de Tocumen (Ident: TUM) está localizado a 20,4 kilómetros al sureste del aeropuerto.

## Historia
Durante la Segunda Guerra Mundial las Fuerzas Aéreas de los Estados Unidos utilizaron el aeropuerto para la defensa del canal de Panamá. El escuadrón XXVI Fighter Command 29th Fighter Squadron estuvo en el aeropuerto desde el 17 de mayo de 1942 hasta el 25 de marzo de 1944 utilizando una flota de bombarderos A-24 Dauntless para patrullar el canal contra submarinos.
El aeropuerto también se utilizó por equipos de defensa del aeropuerto internacional Marcos A. Gelabert para entrenar, usando aviones Waco CG-4A y P-51 Mustangs.